# Arthur Dearborn
Arthur Kent Dearborn (ur. 27 maja 1886 w Everett, zm. 26 sierpnia 1941 w Bostonie) – amerykański lekkoatleta, specjalista rzutu dyskiem, olimpijczyk z 1908.

## Życiorys
Ukończył studia na Wesleyan University. Podczas studiów był kapitanem tamtejszej drużyny futbolowej i lekkoatletycznej. Później był trenerem na tej uczelni oraz Lawrenceville School w New Jersey, a następnie pracował jako pośrednik ubezpieczeniowy. Podczas II wojny światowej służył jako sierżant w pociągu amunicyjnym we Francji.

## Osiągnięcia sportowe
Na igrzyskach olimpijskich w 1908 w Londynie zajął 5. miejsce w rzucie dyskiem i 4. miejsce w rzucie dyskiem stylem starożytnym, a także 5. miejsce w przeciąganiu liny.
W 1907 był wicemistrzem Stanów Zjednoczonych (AAU) w rzucie dyskiem i w rzucie dyskiem stylem starożytnym.
Jego rekord życiowy w rzucie dyskiem wynosił 42,65 m, został ustanowiony 27 maja 1908 w Filadelfii.